# Alfredo Di Cocco
Alfredo Di Cocco (Popoli, 1º giugno 1885 – Monfenera, 18 novembre 1917) è stato un militare italiano, decorato di medaglia d'oro al valor militare alla memoria durante il corso della prima guerra mondiale.

## Biografia

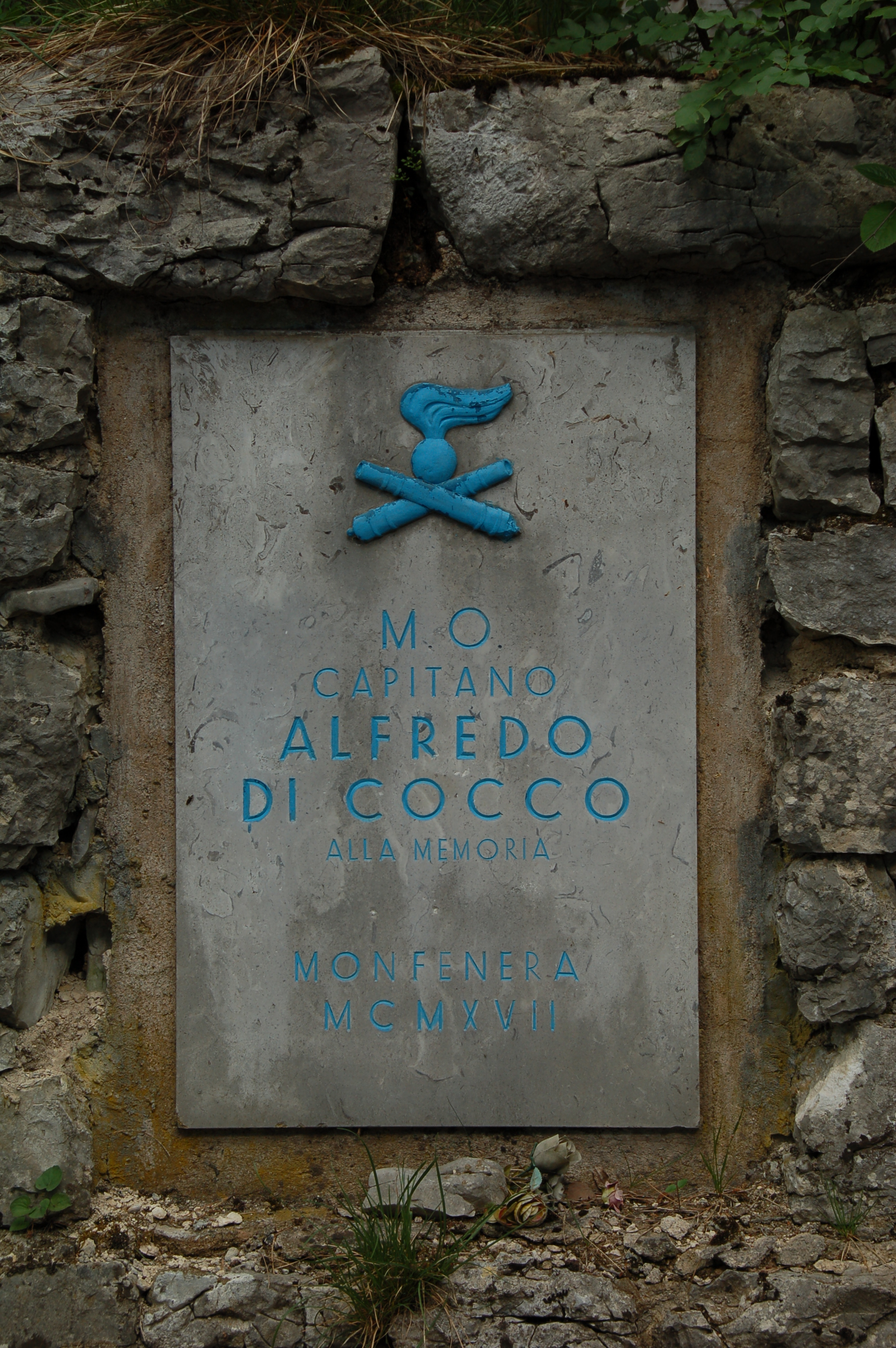
Lapide commemorativa ad Alfredo Di Cocco lungo la strada degli Artiglieri di Rovereto.

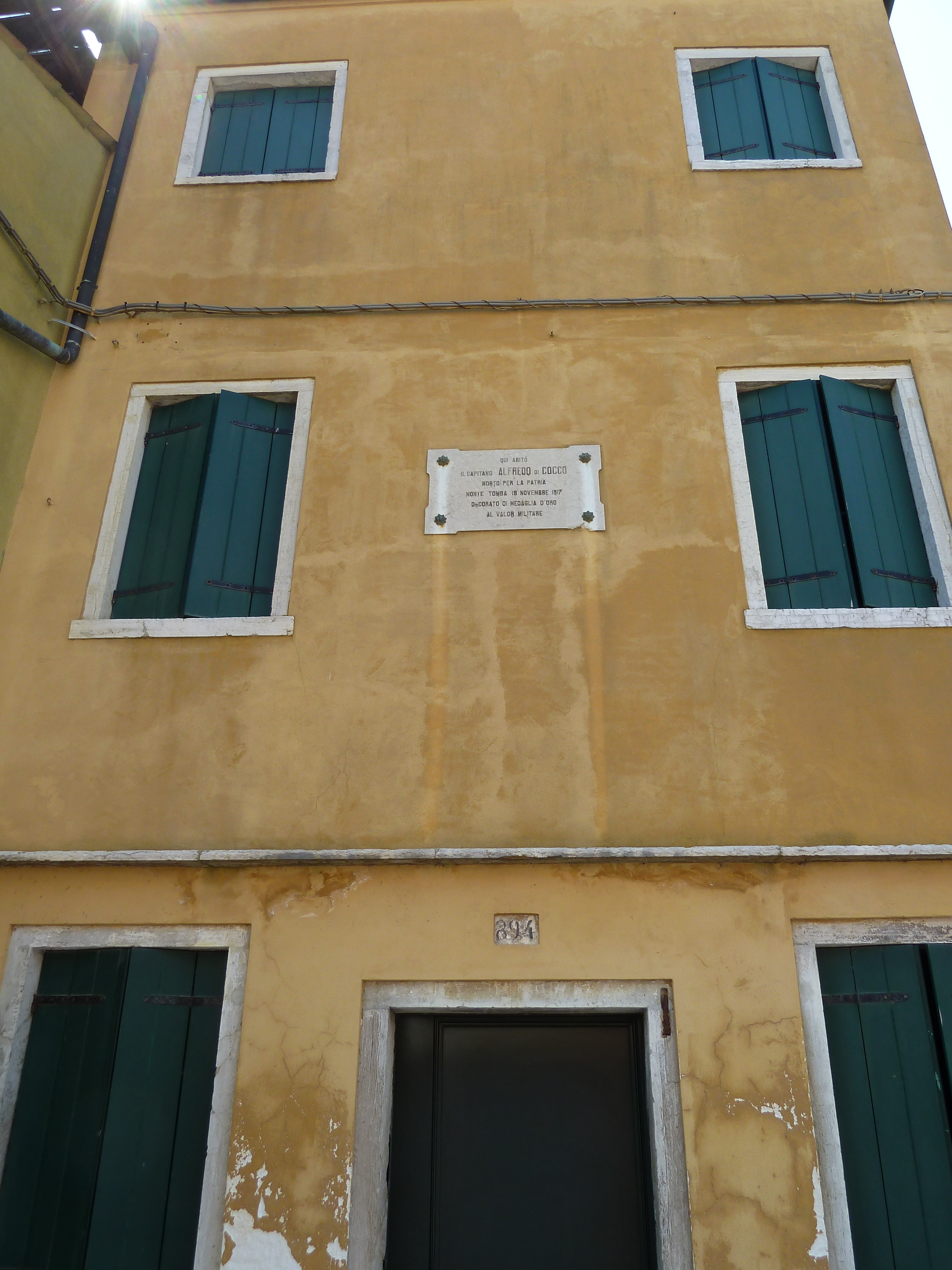
Lapide commemorativa ad Alfredo Di Cocco a Burano dove abitó.

Nacque a Popoli, provincia di Pescara il 1 giugno 1885, figlio di Silvino e Emma Arluno, e trascorse l'adolescenza ad Ancona dove il padre era funzionario delle ferrovie. Terminati gli studi classici, abbracciò la carriera militare contro il parere dei genitori: pur di essere ammesso alla Regia Accademia Militare di Artiglieria e Genio di Torino si sottopose a Bologna a una dolorosa operazione, senza anestesia, per correggere il suo strabismo
Iniziò la vita militare presso l'8º Reggimento artiglieria da fortezza, ma poco dopo chiese, ed ottenne, il trasferimento presso le batterie da montagna che con le quali partì per la guerra di Libia distinguendosi nel corso della battaglia di Ettangi. Rientrato in Patria fu nominato capitano nel 5º Reggimento artiglieria da fortezza. Dopo l'entrata in guerra del Regno d'Italia, prese parte alle fasi iniziali del conflitto. Nell'aprile del 1916 fu inviato in Valsugana con la 140ª batteria d'assedio da lui costituita. Desideroso di combattere nelle batterie più prossime al nemico, dall'agosto successivo fu trasferito alla 26ª Batteria da montagna della 1ª Armata. Nel 1917 assunse il comando di un gruppo di artiglieria someggiata e si guadagnò due Medaglie di bronzo al valor militare per le sue azioni nella battaglia del monte Ortigara, quando sul Monte Forno guidò un attacco di fanteria in mezzo alla nebbia, e a Sober (Gorizia), sul fronte isontino quando sotto il fuoco nemico, continuò a guidare il tiro della propria batteria.
Al momento della rotta di Caporetto comandava il IX gruppo "Oneglia" del 3º Reggimento artiglieria da montagna. Riuscì a mettere in salvo il suo contingente portandolo al di là del fronte del Piave,ed attestandosi presso i contrafforti settentrionali del monte Grappa (Tomba e Monfenera).
Dopo giorni di strenua resistenza, il 18 novembre 1917, alla testa dei suoi soldati superstiti, mosse un estremo tentativo di assalto e venne colpito a morte dalle artiglierie nemiche. Inizialmente insignito della Medaglia d'argento al valor militare alla memoria, questa fu poi tramutata in medaglia d'oro, fatto che lo rese il primo combattente del Grappa ad esserne insignito.
I suoi resti mortali riposano a Venezia, nel cimitero di San Michele. Prima di partire per il fronte, infatti, aveva sposato la maestra Ines Vio di Burano; non è un caso, quindi, se al capitano è stata intitolata la scuola elementare dell'isola.

### Periodici
- Sandro Vescovi, Capitano Alfredo Di Cocco, in Il Mulo, n. 31, Venezia, Associazione Nazionale Alpini, dicembre 2008,  p. 24.